# Vercetti Regular
Pour les articles homonymes, voir Vercetti.
Vercetti Regular, également connue sous le nom de Vercetti, est une police de caractères linéale gratuite (freeware) publiée en 2022. 

## Caractéristiques
Vercetti Regular s'inspire d'éléments humanistes et géométriques,. Lors de sa création, les créateurs de caractères utilisent des principes d'une police de caractères open source antérieure nommée MgOpen Moderna,. La police compte 325 glyphes et couvre toutes les langues européennes utilisant l'alphabet latin,. 
Elle est rendue disponible en 2022 sous la licence de distribution « Licence amicale », qui permet aux utilisateurs de partager les fichiers de police avec des amis et des collègues.